# Gigantes del Pi

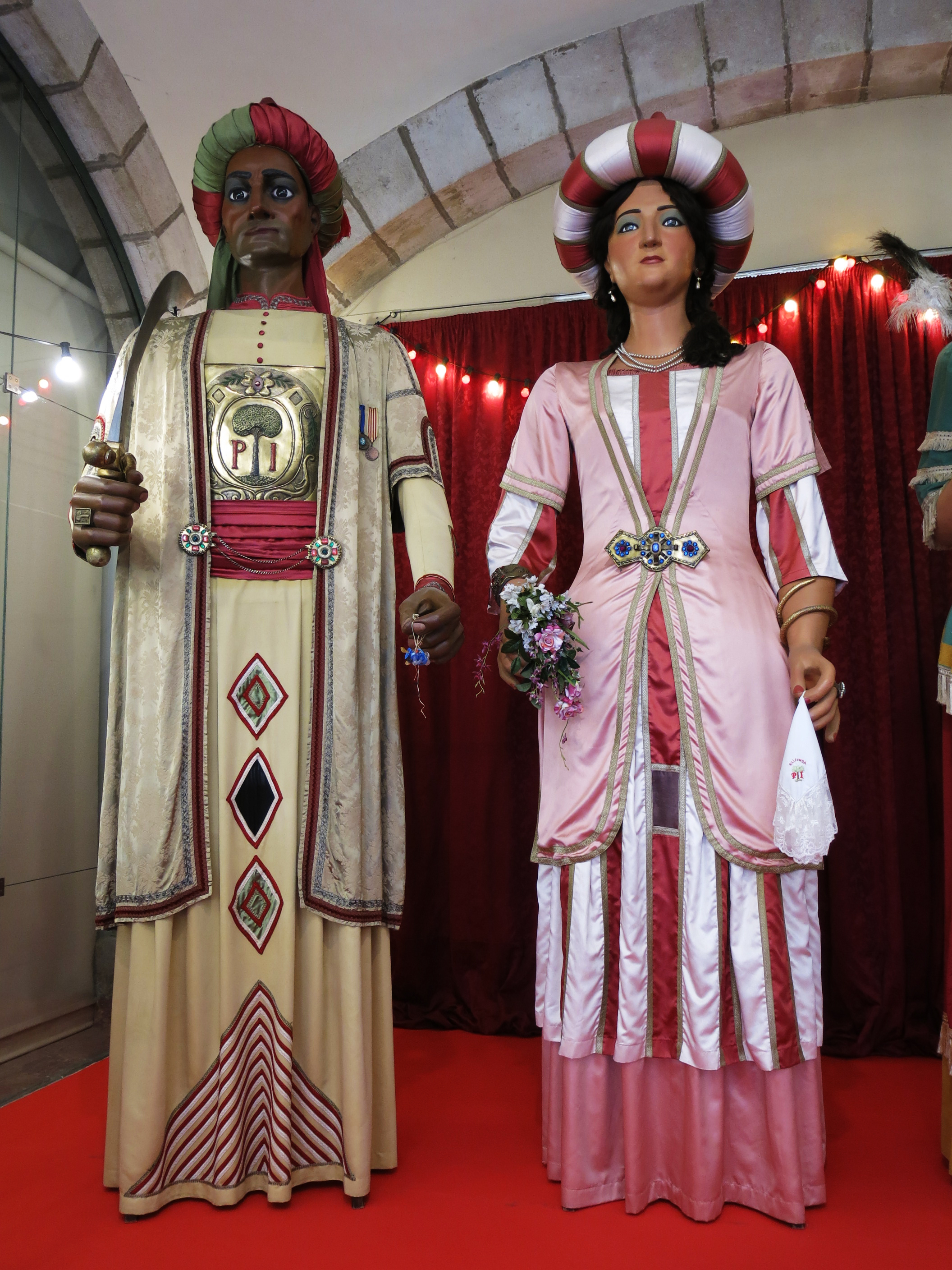
Gigantes del Pi (réplicas) en 2017. A la izquierda, Mustafá; a la derecha, Elisenda.

Los gigantes del Pi forman parte del conjunto de figuras festivas de la Basílica de Santa María del Pino de Barcelona. Sus orígenes se remontan a 1601, lo que los convierte en los gigantes más antiguos de Barcelona, tras los gigantes de la Ciudad.
Actualmente la familia de los gigantes del Pi la forman varias parejas de gigantes y gigantas. La más antigua que se conserva data de 1772 y actualmente está retirada. En su lugar sale a los pasacalles una réplica, realizada en los años 1980. Entre 2014 y 2016 se estrenó la pareja infantil, un copia exacta, a pequeña escala, de los anteriores, para ser portada por niños.
Existen, así mismo, los llamados gigantones (en catalán, gegantons, gegants petits) o gigantes pequeños del Pi, que son de menor tamaño y diferente caracterización que los gigantes del Pi. Se conserva una pareja de 1858, que en 1997 se retiró y sustituyó por dos nuevas figuras.

## Gigantes del Pi

### Características
La caracterización de los gigantes grandes del Pi ha evolucionado a lo largo de los siglos —un hecho habitual en los gigantes centenarios— aunque de forma recurrente el gigante ha representado un guerrero y la giganta una dama, vestida según la moda de la época. Su aspecto actual data de 1960, fecha de su recuperación, y se basa en un diseño de Evarist Móra.
El gigante Mustafá representa un noble sarraceno. De piel oscura, lleva un turbante verde y rojo, una túnica ocre, un chaleco verde y una armadura donde aparece representado el escudo de Santa María del Pino. En la mano derecha empuña una gran cimitarra. La giganta Elisenda representa una dama cristiana. De piel blanca, luce una larga cabellera negra. Viste con tonalidades rosas y blancas y lleva un sombrero de pico, del que cuelga un largo velo. En la mano derecha sostiene un ramo de flores y en la izquierda un pañuelo de encaje, con el escudo del Pi bordado. Tanto las figuras originales del siglo XVIII como las réplicas de los años 1980 tienen idénticas facciones y vestuario, aunque los nuevos son más bajos y ligeros.

### Historia
La primera referencia de un gigante de la iglesia de Santa María del Pino data de 1601, con la participación de una figura de cartón, ataviada como un guerrero cristiano, en la procesión celebrada por la parroquia, con motivo de la canonización de san Raimundo de Peñafort.
Se cree que las figuras actualmente conservadas fueron construidas en 1772, de acuerdo a las anotaciones en los libros de cuentas de la obrería del Pino. En esos mismos apuntes aparece la primera referencia explícita a la giganta femenina y a los gigantes pequeños, aunque probablemente su existencia fuese anterior. La creación de las figuras de 1772 se atribuye a Ramon Amadeu, pero no existe unanimidad al respecto.
La presencia de los gigantes del Pi en las procesiones del Corpus Christi de Barcelona, de Santa María del Pino y de Santa María del Mar, así como en otras fiestas y solemnidades de la ciudad, certifican una actividad continuada durante los siglos XVII y XVIII. Así queda documentado en los libros de cuentas de la obrería —gastos en reparaciones y en confección de vestuario— y en múltiples documentos gráficos como azulejos y estampas. En estas representaciones se muestra al gigante como un guerrero de rostro austero y tez morena, con maza y yelmo con penacho, a menudo con una adarga con el escudo del Pi; la imagen de la giganta, en cambio, varía según la moda del momento.

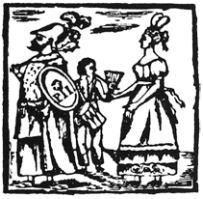
Los gigantes del Pi en la beatificación de san José Oriol (1807), según auca de la época.

En 1780 una Real Cédula de Carlos III prohibió la participación de gigantes en las procesiones religiosas, veto levantado en 1798 por el capitán general de Cataluña, Agustín de Lancaster, gracias a la intercesión de los gigantes pequeños del Pi. A lo largo del siglo XIX las figuras fueron objeto de varias restauraciones, siendo la más exhaustiva realizada en 1860. A partir de 1870 los gigantes del Pi dejaron de salir a la calle, probablemente por su peso excesivo, y fueron guardados en las dependencias parroquiales.
En 1936, en los ataques anticlericlares de principios de la Guerra Civil Española, la parroquia del Pino fue incendiada, pero los gigantes pudieron ser rescatados gracias a Agustí Duran i Sanpere. Se guardaron provisionalmente en el convento de la Esperanza y luego en el de Pedralbes. Tras la contienda, fueron devueltos a Santa María del Pino, donde nuevamente cayeron en el olvido.
En 1951 se redescubrieron los restos conservados: las cabezas y las manos. A partir de entonces, un grupo de feligreses y vecinos impulsaron su recuperación mediante una suscripción popular. El 10 de noviembre de 1959 se constituyó el Patronato de los Gigantes del Pi, que encargó la restauración de las figuras a Manel Casserras Boix, de Solsona, a partir de los diseños realizados por Evarist Móra. Los gigantes fueron caracterizados con su aspecto actual, que representa un noble árabe y una dama cristiana. Después de una semana expuestos en el Palacio de la Virreina, el 12 de junio de 1960, en el marco de las fiestas del Corpus, los gigantes del Pi volvieron a salir a la calle, tras casi un siglo de inactividad. Portados por los giganteros de Solsona, desfilaron hasta su parroquia, donde fueron bendecidos por el rector del Pino, en un acto multitudinario.
Desde su recuperación y, en especial, a partir de la transición democrática, los cuatro gigantes del Pi ha tenido una actividad muy intensa, tanto en Barcelona como en el resto de Cataluña, e incluso en exhibiciones internacionales en Francia o Japón. Han participado en las ceremonias inaugurales del Mundial de Fútbol de 1982, en el Camp Nou, y de los Juegos Paralímpicos de Barcelona 1992.
En 1985, coincidiendo con la celebración del 25 aniversario de su recuperación, fueron bautizados como gigante Mustafá, nombre acorde con su apariencia sarracena, y giganta Elisenda, en honor a la reina Elisenda de Moncada, fundadora del monasterio de Pedralbes, donde las figuras fueron protegidas durante la Guerra Civil. Apadrinaron el bautizo los gigantes de la Ciudad, Quico Pi de la Serra y Rosa María Sardá.
Con el fin de preservar las valiosas piezas originales, se encargaron unas réplicas a Manel Casserras Boix. Durante las Fiestas de la Merced de 1986 se estrenó el nuevo gigante Mustafá y en las mismas fechas del año siguiente se presentó la copia de la giganta Elisenda. Las figuras originales fueron retiradas de la calle, siendo restauradas en 2010, con motivo del 50 aniversario de su recuperación. Desde ese año vuelven a salir a la calle en ocasiones excepcionales: para bailar en las fiestas anuales de san José Oriol, patrón del barrio del Pino, y para participar en encuentros de gigantes centenarios. Desde 2012 están expuestos al público en una vitrina en la iglesia del Pino. Las réplicas, por su parte, cuando no salen a la calle se exponen en la Casa de los Entremeses.

## Gigantes pequeños del Pi

### Características
Los gigantes pequeños originales del Pi (de 1858) tomaron su aspecto actual en la reconstrucción de 1960, según un diseño de Evarist Móra, quien se inspiró en referencias históricas, básicamente grabados de principios del siglo XIX. Así pues, ambas figuras visten acorde a la moda burguesa de esa época. El gigantón Oriol lleva camisa, corbata, chaleco, levita, sombrero de copa y bastón, que sostiene en la mano derecha. La gigantona Laia lleva un vestido de tonos verdes y ocres. Entre sus complementos destacan un sombrero Poke, una gargantilla, un abanico en la mano derecha y un ramo de flores en la izquierda. Ambas figuras son de madera.
A diferencia de los gigantes grandes, la indumentaria de las réplicas pequeñas (de 1999) es distinta de sus originales. En su caso, se ha recuperado la imagen que los gigantones tenían en 1858, según descripciones de la prensa de esa época. El gigantón representa un húsar húngaro, con el uniforme clásico formado por dolmán, adornado con alamares, pelliza y colbac, rematado con borla, que cubre todo su cabello, salvo dos trenzas, y porta un sable. El atuendo de la gigantona está inspirado en la protagonista de La traviata, una cortesana francesa. Se trata de un vestido de dama escotado, de tonos magenta, con encajes, mangas de organza transparente y falda de miriñaque. Este vestuario fue estrenado en 2013.

### Historia
Los gegants xics, nombre con el que eran conocidos en sus orígenes, son los primeros gigantones (gigantes pequeños) de los que se tiene constancia en Cataluña. Una anotación en los libros de cuentas de la obrería del Pino de 1772 habla de la «geganta grossa», lo que permite inferir la existencia de gigantes pequeños como mínimo desde ese año. Tres años más tarde, en los mismos libros, aparece la primera referencia explícita sobre su existencia.
La primera noticia documentada de su aparición público es en el Carnaval de 1798. Los gigantones fueron hasta el Teatro de la Santa Cruz, donde bailaron ante el capitán general de Cataluña, para entregarle un manifiesto solicitando que se levantara la prohibición que impedía a la imaginería festiva participar en procesiones religiosas. El indulto fue concedido y desde entonces, la actividad de los cuatro gigantes del Pi ha transcurrido casi en paralelo.
En los años sucesivos se convirtieron en figuras muy populares y, con los gigantes grandes, participaron en múltiples festejos, como la procesión por la beatificación de san José Oriol en 1807. Su pequeño tamaño les permitía actuar también en funciones teatrales y fiestas palaciegas. Las figuras que han llegado hasta la actualidad se estrenaron en 1858. Según la crónica publicada por el Diario de Barcelona, el gigantón vestía de oficial húngaro y su pareja lucía «un elegante traje a la antigua, muy parecido al que usaba la señora Peruzzi en La traviata».
Los gigantes pequeños del Pi dejaron de salir a la calle en 1870, como los gigantes grandes, y su historia transcurre paralela hasta su recuperación, en 1960. La reconstrucción fue también a cargo de Manel Casserras Boix y de Evarist Móra, quien se inspiró en el aspecto que tenían a principios del siglo XVIII.
Los cuatro gigantes fueron bautizados en 1985; en el caso de los pequeños, como Oriol, en honor a san José Oriol, patrón del barrio del Pino, y Laia, en honor a Santa Eulalia, patrona de Ciutat Vella y copatrona de Barcelona.
Para evitar el desgaste de las figuras centenarias, en 1997 fueron retiradas y reemplazadas por unas copias construidas por Manel Casserras Solé, hijo de Casserras Boix. Actualmente los gigantes pequeños originales están expuestos, junto a los gigantes grandes originales, en una vitrina de Santa María del Pino, que solo abandonan una vez al año, con motivo de las fiestas patronales de san José Oriol. Las réplicas, que son las que actualmente salen a la calle, se exhiben en la Casa de los Entremeses.

## Collagegantera
La colla o cuadrilla encargada de custodiar, mantener y dinamizar a los gigantes del Pi es la Asociación de Amigos de los Gigantes del Pi (en catalán: Associació d'Amics del Gegants del Pi), entidad sin ánimo de lucro creada en 1992 como sucesora del Patronato de los Gigantes del Pi. Sus giganteros, que incluye tanto a los encargados de hacer caminar y bailar a las figuras como a los músicos (grallers y tabalers), visten camisa verde oscuro y pantalón blanco, con faja negra.
Además de los gigantes del Pi y de los gigantes pequeños del Pi, la Asociación tiene a su cargo el resto de figuras festivas de Santa María del Pino, que incluyen el gigantón Perot lo Lladre, los cabezudos del Pi, la Mulassa del Pi y el León de Barcelona.

## Actuaciones
Los gigantes del Pi son los anfitriones de las fiestas de san José Oriol, patrón del barrio del Pi. Es el único acto en que participan las cuatro figuras originales, en lugar de sus réplicas. Tras el pregón, los viejos Mustafá y Elisenda inauguran los actos festivos con su baile protocolario en la plaza. A continuación, los viejos Oriol y Laia conducen un pasacalles por el barrio. Los gigantes y gigantones nuevos también participan en el fiesta, con un pasacalles —el paseo de los Oriols— y en el baile final.
Desde 1993 los gigantes del Pi (grandes) forman parte del séquito popular de Barcelona y, como tales, participan en las tres principales fiestas barcelonesas: la procesión de Corpus Christi, Santa Eulalia y La Merced, donde toman parte en el toque de inicio, el séquito de autoridades y la cabalgata. Así mismo, a lo largo del año también participan en múltiples encuentros y pasacalles por todo el país.

## Canción y baile
La canción El gegant del Pi es una de las más célebres del folclore catalán, en especial entre los niños. Tiene un origen popular, que se remontaría al Corpus de 1799, cuando los gigantes volvieron a la procesión tras años de prohibición.

El gegant del Pi ara balla, ara balla,
el gegant del Pi ara balla pel camí.
El gegant de la Ciutat ara balla, ara balla,
el gegant de la Ciutat ara balla pel terrat.
El gigante del Pi ahora baila, ahora baila,
el gigante del Pi ahora baila por el camino.
El gigante de la Ciudad ahora baila, ahora baila,
el gigante de la Ciudad ahora baila por el terrado.
Letra de la canción El gegant del Pi

La letra de la canción, en catalán, cuenta que los gigantes de la Ciudad desfilaron por el «terrat» (terrado), nombre con el que se conocía popularmente el paseo central de La Rambla, por entonces más elevado que los carriles laterales, que son el camino donde bailaron los gigantes del Pi.
Los gigantes del Pi tienen su propio baile, El ball dels gegants del Pi, que se basa en esta canción popular, adaptada en 1993 por Jordi Fàbregas, con coreografía de Xavier López Sanz. Puede ser bailada por una pareja o por las dos (gigantes grandes y pequeños); en dicho caso se la conoce como Ball en família dels gegants del Pi.